# West-Duits voetbalkampioenschap 1929/30
In 1929/30 werd het 23ste voetbalkampioenschap gespeeld dat georganiseerd werd door de West-Duitse voetbalbond.
Schalke 04 werd kampioen en ook VfL Benrath en SpVgg Sülz plaatsten zich voor de eindronde om de Duitse landstitel. Benrath verloor van Eintracht Frankfurt. SpVgg Sülz versloeg Stettiner FC Titania en trof dan Hertha BSC. Na een 1-1 werd een replay gespeeld die Hertha met 8-1 won. Schalke versloeg Arminia Hannover met 6-2 en werd met dezelfde cijfers door 1. FC Nürnberg uitgeschakeld.

## Deelnemers aan de eindronde
| Club                          | Gekwalificeerd als               |
| ----------------------------- | -------------------------------- |
| SpVgg Sülz 07                 | Rijnkampioen                     |
| SC 1894 München-Gladbach      | Rijnvicekampioen                 |
| VfL Benrath                   | Kampioen van Bergisch-Mark       |
| Düsseldorfer TSV Fortuna 1895 | Vickampioen van Bergisch-Mark    |
| FV 1911 Neuendorf             | Kampioen van Middenrijn          |
| VfB Lützel                    | Vicekampioen van Middenrijn      |
| Homberger SpV 1903            | Kampioen van Nederrijn           |
| Krefelder FC Preußen 1895     | Vicekampioen van Nederrijn       |
| FC Schalke 04                 | Kampioen van Ruhr                |
| SK Schwarz-Weiß 1900 Essen    | Vicekampioen van Ruhr            |
| VfB 03 Bielefeld              | Kampioen van Westfalen           |
| SC Borussia 08 Rheine         | Vicekampioen van Westfalen       |
| CSC 03 Kassel                 | Kampioen van Hessen-Hannover     |
| SV 06 Kassel                  | Vicekampioen van Hessen-Hannover |
| SuS Hüsten 09                 | Kampioen van Zuidwestfalen       |
| TuRV Hagen 1872               | Vicekampioen van Zuidwestfalen   |

## Eindronde

### Vicekampioenen

#### Eerste Ronde
|               |                       |       |                            |           |
| 16 maart 1930 | SC Borussia 08 Rheine | 3 - 2 | SK Schwarz-Weiß 1900 Essen | Remscheid |
| 16 maart 1930 |                       |       |                            | Remscheid |

|               |                               |       |            |                |
| 16 maart 1930 | Düsseldorfer TSV Fortuna 1895 | 3 - 1 | VfB Lützel | Recklinghausen |
| 16 maart 1930 |                               |       |            | Recklinghausen |

|               |                          |       |              |        |
| 14 april 1930 | SC 1894 München-Gladbach | 3 - 2 | SV 06 Kassel | Rheydt |
| 14 april 1930 |                          |       |              | Rheydt |

|               |                           |              |                 |      |
| 14 april 1930 | Krefelder FC Preußen 1895 | 2 - 1 (n.v.) | TuRV Hagen 1872 | Wald |
| 14 april 1930 |                           |              |                 | Wald |

#### Halve Finale
|               |                               |       |                       |         |
| 23 maart 1930 | Düsseldorfer TSV Fortuna 1895 | 4 - 1 | SC Borussia 08 Rheine | Münster |
| 23 maart 1930 |                               |       |                       | Münster |

|               |                           |              |                          |         |
| 28 april 1930 | Krefelder FC Preußen 1895 | 3 - 2 (n.v.) | SC 1894 München-Gladbach | Krefeld |
| 28 april 1930 |                           |              |                          | Krefeld |

#### Finale
|            |                               |       |                           |            |
| 4 mei 1930 | Düsseldorfer TSV Fortuna 1895 | 3 - 1 | Krefelder FC Preußen 1895 | Düsseldorf |
| 4 mei 1930 |                               |       |                           | Düsseldorf |

### Kampioenen

#### Noord
| Plaats | Club               | Wed. | W | G | V | Saldo | Ptn |
| ------ | ------------------ | ---- | - | - | - | ----- | --- |
| 1.     | FC Schalke 04      | 3    | 3 | 0 | 0 | 12:3  | 6:0 |
| 2.     | Homberger SpV 1903 | 3    | 2 | 0 | 1 | 9:9   | 4:2 |
| 3.     | VfB 03 Bielefeld   | 3    | 1 | 0 | 2 | 5:7   | 2:4 |
| 4.     | SuS Hüsten 09      | 3    | 0 | 0 | 3 | 4:11  | 0:6 |

|  | Geplaatst voor finalegroep |

#### Zuid
| Plaats | Club              | Wed. | W | G | V | Saldo | Ptn |
| ------ | ----------------- | ---- | - | - | - | ----- | --- |
| 1.     | SpVgg Sülz 07     | 3    | 3 | 0 | 0 | 10:2  | 6:0 |
| 2.     | VfL Benrath       | 3    | 2 | 0 | 1 | 10:9  | 4:2 |
| 3.     | CSC 03 Kassel     | 3    | 1 | 0 | 2 | 6:7   | 2:4 |
| 4.     | FV 1911 Neuendorf | 3    | 0 | 0 | 3 | 2:10  | 0:6 |

#### Finalegroep
| Plaats | Club               | Wed. | W | G | V | Saldo | Ptn |
| ------ | ------------------ | ---- | - | - | - | ----- | --- |
| 1.     | FC Schalke 04      | 3    | 3 | 0 | 0 | 11:5  | 6:0 |
| 2.     | VfL Benrath        | 3    | 2 | 0 | 1 | 9:4   | 4:2 |
| 3.     | SpVgg Sülz 07      | 3    | 1 | 0 | 2 | 7:11  | 2:4 |
| 4.     | Homberger SpV 1903 | 3    | 0 | 0 | 3 | 7:14  | 0:6 |

|  | Kampioen, geplaatst voor nationale eindronde |
|  | Geplaatst voor nationale eindronde           |
|  | Play-off derde ticket eindronde              |

### Wedstrijd om derde ticket eindronde
|             |               |              |                          |        |
| 11 mei 1930 | SpVgg Sülz 07 | 4 - 2 (n.v.) | TSV Düsseldorfer Fortuna | Keulen |
| 11 mei 1930 |               |              |                          | Keulen |